# Weitermachen Sanssouci
Weitermachen Sanssouci ist ein deutscher Spielfilm von Max Linz aus dem Jahr 2019, der im Rahmen der 69. Internationalen Filmfestspiele Berlin seine Premiere feierte.

## Inhaltsangabe
Die Klimaforscherin Phoebe Phaidon wird ans Institut für Kybernetik der Berliner Universität berufen, um das Seminar zur „Einführung in die Simulationsforschung“ zu leiten, das von Institutsleiterin Brenda Berger organisiert wird. Berger muss sich ihrem Drittmittelprojekt zur virtuellen Simulation des Klimawandels widmen, um das Institut vor den drohenden Budgetkürzungen durch die Hochschulleitung zu schützen. Der Erfolg des Instituts hängt von einer positiven Bewertung am Ende des Wintersemesters ab. Phoebe wird verpflichtet, an der Simulation mitzuarbeiten, und eine Unternehmensberaterin wird als Motivationscoach ans Institut geholt. Währenddessen erregt der neu ernannte Stiftungsprofessor Alfons Abstract-Wege mit einem Projekt zur Ernährungskontrolle Aufmerksamkeit, wobei „Nudging“ zum Zauberwort wird. Phoebes Studenten, die dahinter einen Geschäftsplan vermuten, unterbrechen den Betrieb und besetzen die Bibliothek, während Phoebe mit ihrem Kollegen Julius Kelp zu einer Konferenz nach Gdansk reist und versucht, das Rätsel der Apokalypse zu lösen, die sich schon anzubahnen droht.

## Veröffentlichung
Die Weltpremiere von Weitermachen Sanssouci fand in der Sektion Internationales Forum des jungen Films auf der Berlinale 2019 statt. Danach lief der Film auf diversen internationalen Filmfestivals, darunter das BAFICI Buenos Aires International Festival of Independent Cinema 2019, das Lichter Filmfest Frankfurt 2019, das New Horizons International Film Festival Wroclaw 2019 und die Mostra Internacional de Cinema São Paulo 2019. Filmgalerie 451 brachte den Film am 24. Oktober 2019 in die deutschen Kinos.

## Rezeption
Der Film wurde von der Kritik größtenteils positiv aufgenommen.
Hannah Pilarczyk schrieb auf spiegel.de, Weitermachen Sanssouci sei „ein durch und durch vergnüglicher Film geworden. Nicht weil er die Misere von Academia ausblendet, sondern weil er sie sehr genau darstellt. Nur viel lustiger, verdrehter.“
Auf critic.de stellte Till Kadritzke fest, Regisseur Max Linz übersetze seine „Kernthese – dass die deutsche Universität längst kein Elfenbeinturm mehr ist, sondern eine virtuelle Realität, ein kybernetisches System, das kein Außen mehr kennt und nur mehr um Selbsterhalt bemüht ist – in so knackige Dialoge und komische Situationen, dass es eine Freude ist.“